# Cimetière soviétique de Dresde
Le cimetière soviétique de Dresde (en allemand : Sowjetischer Garnisonfriedhof) est un cimetière militaire qui abrite les tombes des soldats de l'Armée rouge tombés à Dresde et en Saxe pendant la Seconde Guerre mondiale, puis plus tard des familles des militaires et fonctionnaires soviétiques décédés en république démocratique allemande. Il se trouve à Albertstadt.

## Historique

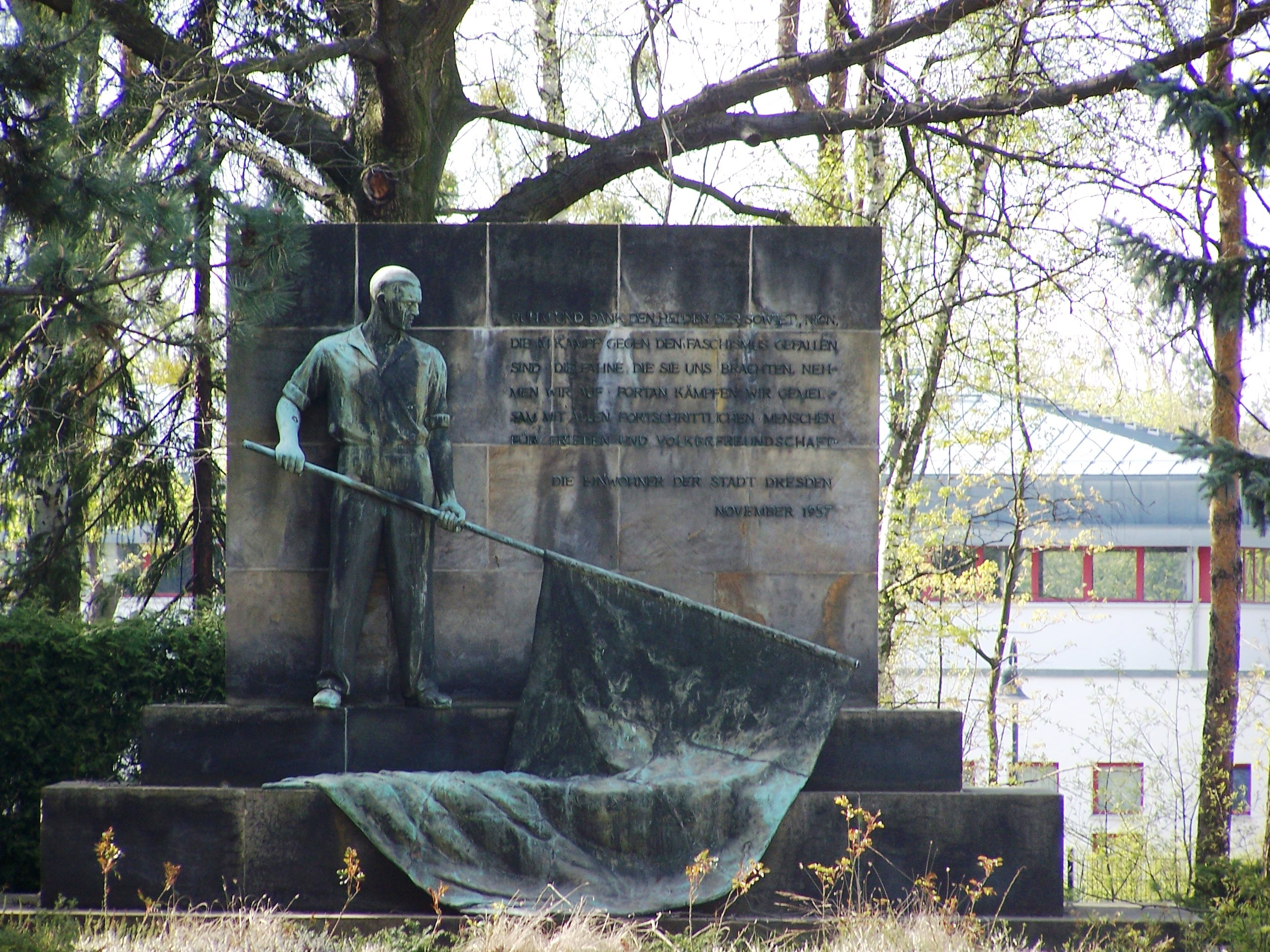
Monument sculpté par Rogge en 1957

C'est tout de suite après la guerre que l'armée soviétique décide de l'aménagement d'un cimetière pour ses soldats tombés contre le régime du Troisième Reich dans les environs de Dresde, dont un grand nombre sont également morts de leurs blessures dans les hôpitaux militaires des environs, ainsi que d'anciens travailleurs forcés soviétiques.
Lorsque Dresde accueille par la suite à Albertstadt (son quartier de garnison) une garnison soviétique, ses soldats et fonctionnaires, ainsi que leurs familles y sont enterrés. Le cimetière est donc agrandi au nord en 1952.
En plus de l'obélisque érigé en mémoire des soldats soviétiques tombés au combat, la ville de Dresde offre au cimetière en 1957 un monument pour le quarantième anniversaire de la révolution d'Octobre qui est l'œuvre du sculpteur allemand Friedrich Rogge.
Le cimetière abandonné depuis 1994 a fermé, puis a rouvert au public en 2008, mais les inhumations n'y sont plus autorisées.
Le cimetière du Nord, ancien cimetière de la garnison saxonne d'Albertstadt, est situé de l'autre côté de la rue. Il abrite aussi des tombes de soldats soviétiques.

## Illustrations

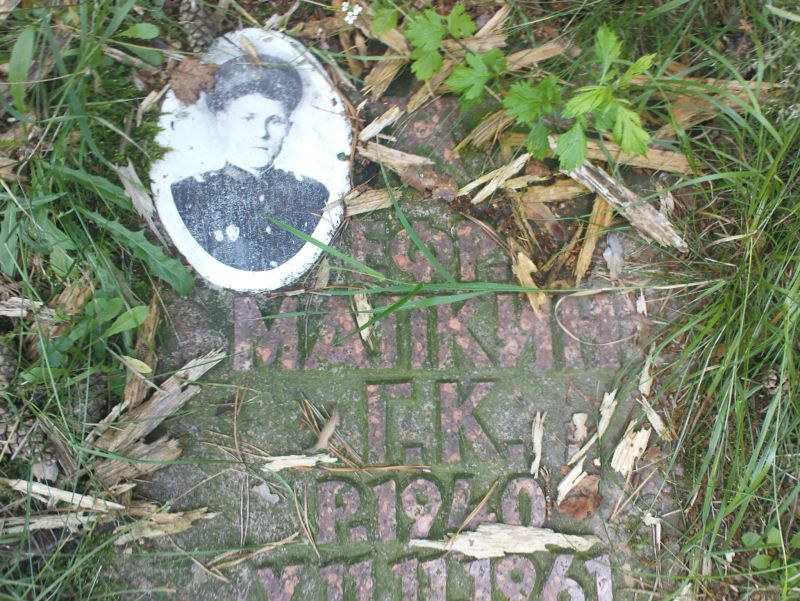
Tombe d'un soldat dans la section nord
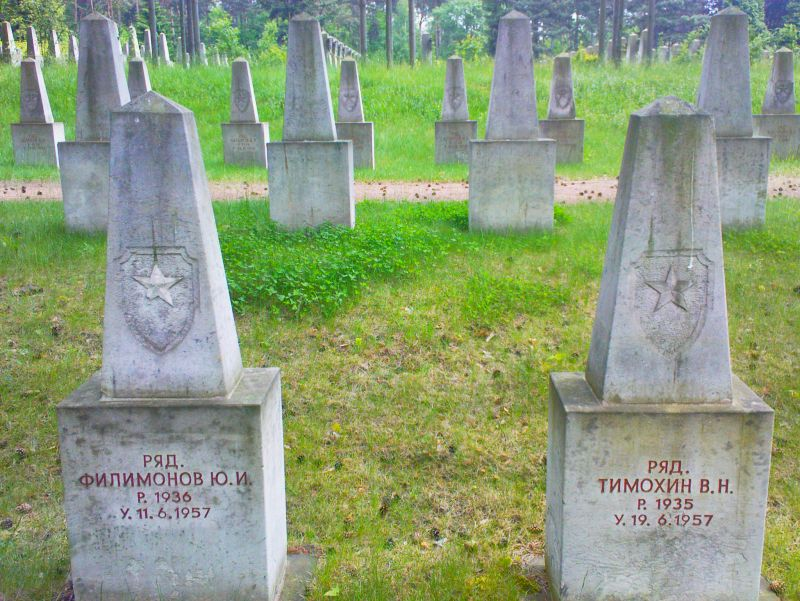
Vue des tombes de la section principale
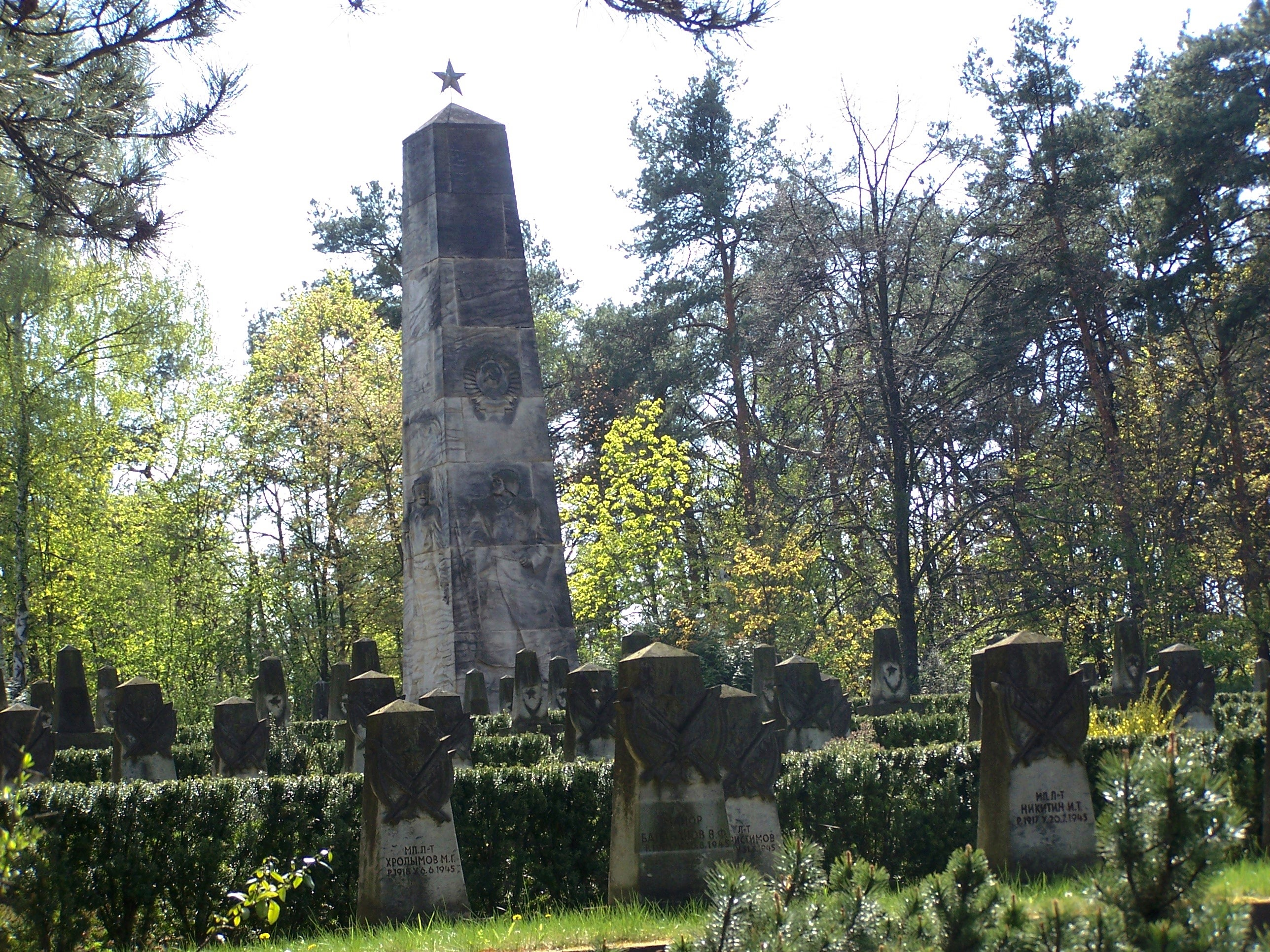
Obélisque de Friedrich Press en mémoire des soldats de l'Armée rouge morts au combat
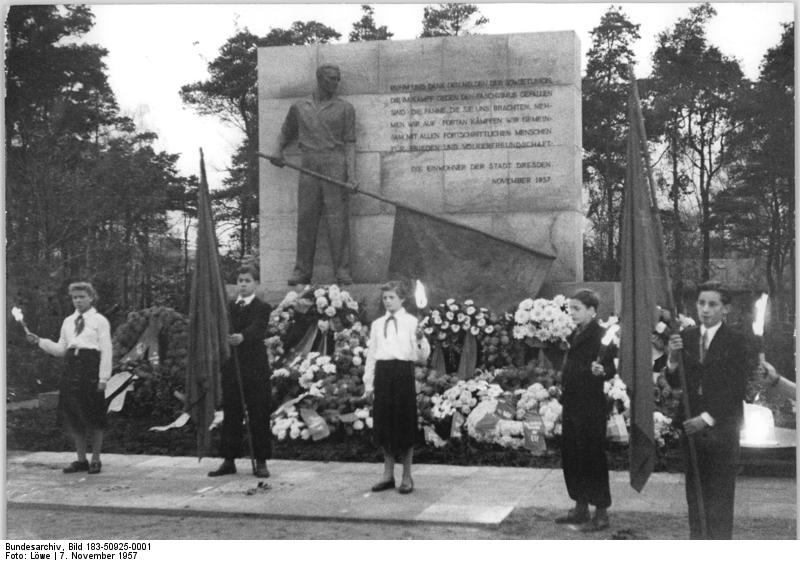
Garde d'honneur de jeunes pionniers est-allemands devant le monument soviétique

## Sources
- (de) Cet article est partiellement ou en totalité issu de l’article de Wikipédia en allemand intitulé « Sowjetischer Garnisonfriedhof Dresden » (voir la liste des auteurs).